# ناويا فوكوموري
ناويا فوكوموري (باليابانية: 福森 直也) (29 أغسطس 1992 في أوساكا في اليابان – )؛ هو لاعب كرة قدم ياباني سابق كان يلعب كمدافع.

## وصلات خارجية
- ناويا فوكوموري على موقع رابطة كرة القدم اليابانية للمحترفين (اليابانية)
- ناويا فوكوموري على موقع قاعدة بيانات كرة القدم.إي يو (الإنجليزية)
- ناويا فوكوموري على موقع Soccerway.com (الإنجليزية)
- ناويا فوكوموري على موقع عالم كرة القدم.نت (الإنجليزية)